# Jacinto Sola

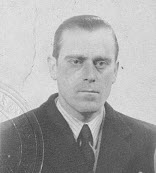
Jockey Jacinto Sola en 1941

Jacinto Sola (Torralba del Río, Navarra, España,4 de julio de 1909) fue un destacado jockey hispano-argentino, de principios del siglo XX.

## Biografía
Nació en Torralba del Río (España) y de chico emigró hacia Argentina, asentándose en Lincoln, provincia de Buenos Aires. Hijo de Felipe Sola y Josefa Español, era apodado "El Vasco". Llevó a gran parte de sus siete hermanos a dedicarse al turf, actividad que actualmente desarrollan algunos de sus descendientes, principalmente en el partido de San Isidro, Buenos Aires.
En Argentina ganó el Gran Premio Nacional en 1929 con el caballo Lacio, del stud La Oriental, y en 1935 ganó el Gran Premio Jockey Club, el Gran Premio Nacional y el Gran Premio Carlos Pellegrini, todos en el hipódromo de Palermo y con el caballo Ix, de la caballeriza Pereyra. Fue segundo en las estadísticas después de Irineo Leguisamo.
Además en 1933 ganó, en Uruguay, el Gran Premio José Pedro Ramírez con Origan, del stud La Patria.
"Las carreras "cuadreras" de tiempos inmemorables en nuestro país, en mi pueblo era común que todos los domingos se reuniera un grupo de gente, unos con sus caballos dispuestos a competir, otros a apostar y otros de curiosos. Yo era uno de los tantos muchachos que me mezclaba con la gente grande, para ver como corrían los caballos y alguna vez, también jugarme un peso. Había un vasco que se llamaba Sola, hombre de las chacras en buena posición económica, que tenía un caballo dispuesto a correr en cualquier momento y tenía un hijo, Jacinto, de 17 0 18 años, que era buen corredor, como se decía vulgarmente "buena monta". A los pocos años, vemos en los grandes diarios el ganador del Premio Jockey Club, en Palermo, Jacinto Sola, corriendo el caballo IX, hijo de Congreve y Betha, ese es de Lincoln, dijimos todos". Transcrito del libro "Allá por el 900: 1900-2000" de Fortunato Benegas.

## Gran Premio Nacional de 1929
El domingo 13 de octubre de 1929 se corrió el Gran Premio Nacional, prueba tradicional del turf argentino. En el citado premio intervino el caballo juninense llamado Lacio, que, en el final más electrizante de la historia del turf, logró una victoria sensacional. Jacinto Sola, montando a Lacio, se impuso por una media cabeza sobre Irineo Leguisamo, jockey del caballo Cocles. Se ubicó tercero en esta competencia el caballo Tres siete con la monta de J. Ruiz.
Lacio había nacido en el año 1926 en el Haras La Oriental perteneciente a don Justo C. Saavedra y murió el 10 de septiembre de 1935 a las 18:00 horas por causas de una congestión pulmonar, en el mismo haras donde había nacido. Fue sepultado en un terreno de la estancia especialmente destinado a todos los grandes crack del stud.
Una anécdota recordada es la que protagonizó el jockey Jacinto Sola el día del Gran Premio Nacional. Antes de la carrera, se presentó con un peinado excesivamente prolijo. Fue entonces cuando el Dr. Horacio Saavedra, dueño de Lacio, le dijo a modo de piropo: “¡Cómo te has engominado!”. Sola no tardó en responder: “Doctor, cuando después del triunfo salude al público, no quiero que me vean despeinado”. Evidentemente, se tenía absoluta confianza, tanto en su propia pericia como en los valores de aquel extraordinario caballo.